# Beatrice Mtetwa
Beatrice Mtetwa és una advocada zimbabuesa nascuda a Swazilàndia, reconeguda internacionalment per la seva defensa dels periodistes i la llibertat de premsa. The New York Times la va descriure el 2008 com «la advocada més important dels drets humans de Zimbàbue».
Mtetwa es va llicenciar en Dret a la Universitat de Botswana i Swazilàndia el 1981 i va començar la carrera com a fiscal a Swazilàndia fins a l'abril de 1983, quan es va traslladar a Zimbàbue. Va treballar al ministeri públic fins al gener de 1989 i, el mes següent, va establir-se pel seu comte. El 1990 es va especialitzar en temes sobre els drets humans i, en particular, en la defensa de la llibertat de premsa aconseguint l'absolució dels periodistes detinguts per les autoritats de Zimbàbue en l'exercici de la seva professió. Tanmateix es va implicar en presentar una denúncia davant els tribunals d'apel·lació, dels nomenaments de jutges propers a autoritats del govern en el poder.
El 2003 va ser detinguda, acusada de conduir èbria, i torturada en una comissaria de policia abans de ser posada en llibertat, el 2007 durant una manifestació d'advocats per denunciar la violència policial contra la professió, va ser obligada per agents de policia a estirar-se a terra i, juntament d'altres dels seus companys, va ser colpejada. El març de 2013 va ser detinguda altre cop, després d'interposar-se en el registre del domicili d'un membre de l'oposició al govern, exigint veure l'ordre d'enregistrament a la policia.
Ha estat guardonada amb el premi Internacional a la Llibertat de Premsa del Comitè per a la Protecció dels Periodistes el 2005, amb el premi Internacional de Drets Humans Ludovic-Trarieux el 2009 i amb el premi Internacional Dona Coratge el 2014, entre d'altres.